# サーベル

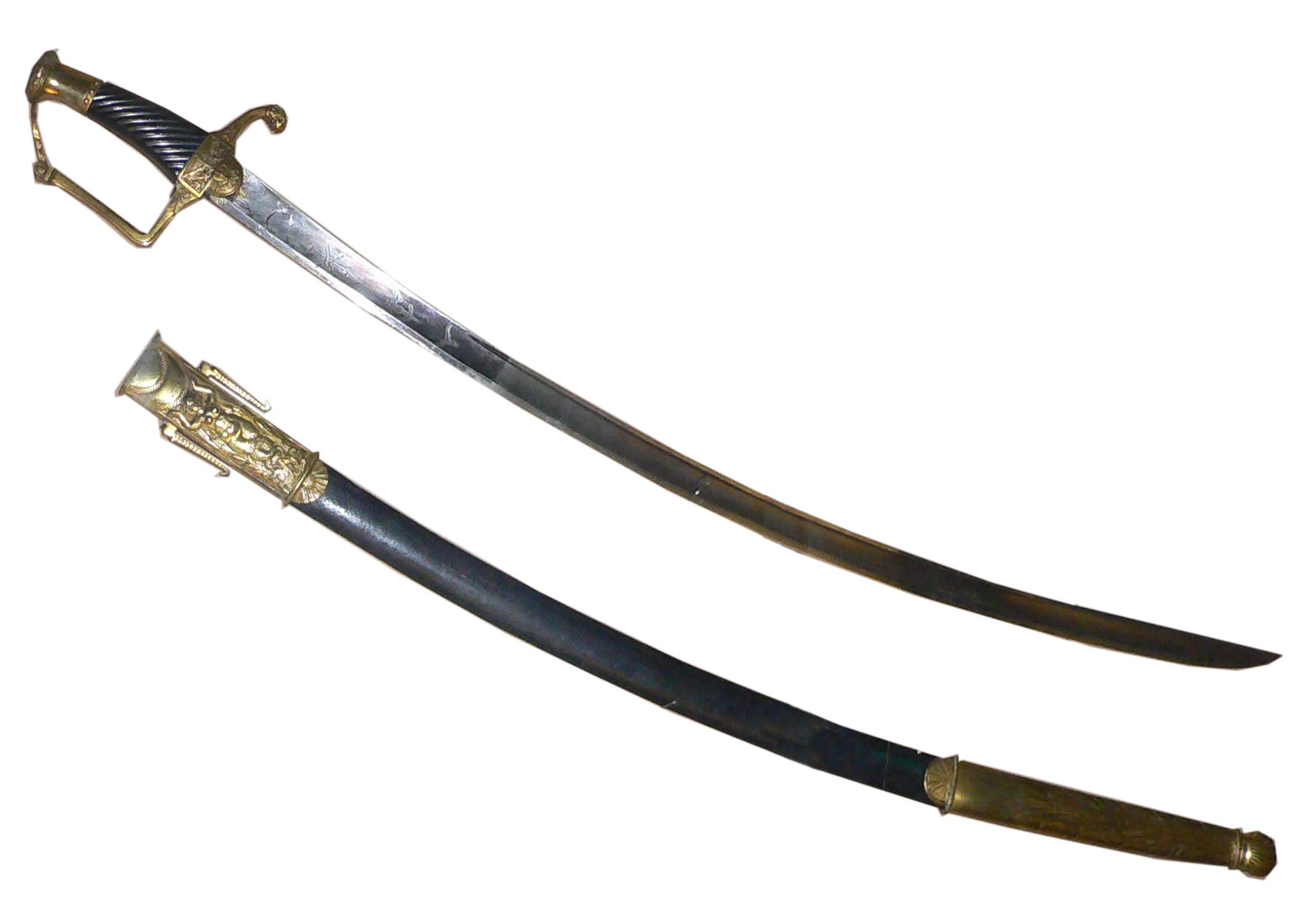
19世紀フランス海軍の将校用サーベル

サーベル（洋刀、オランダ語: sabel）は、ヨーロッパの湾刀。
セイバー（英語: sabre, saber）、サブル（フランス語: sabre）、ポルトガル語のサブレ（sabre）に由来。

## 構造

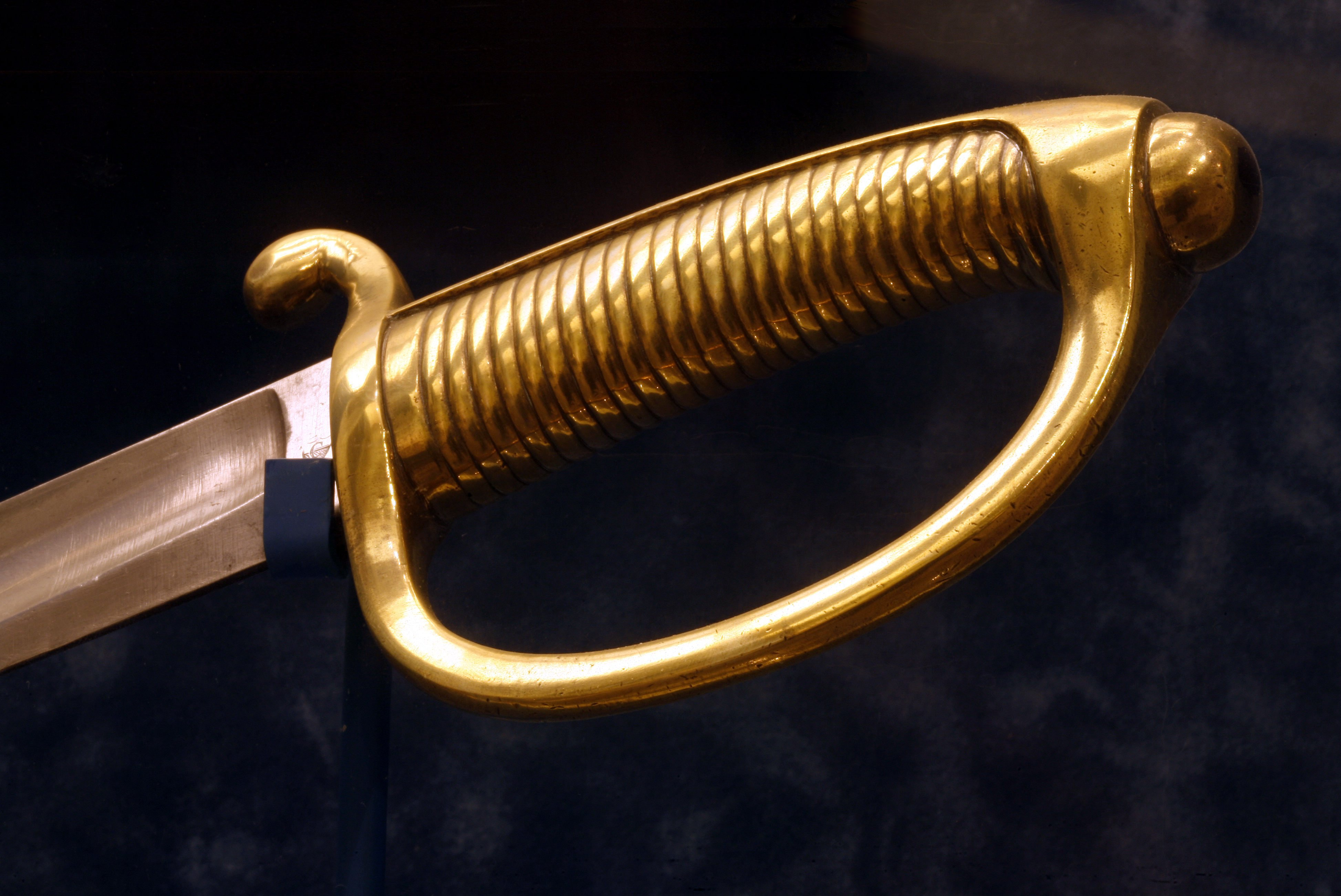
サーベルの柄の部分の一例　大きな「護拳」があるタイプの柄

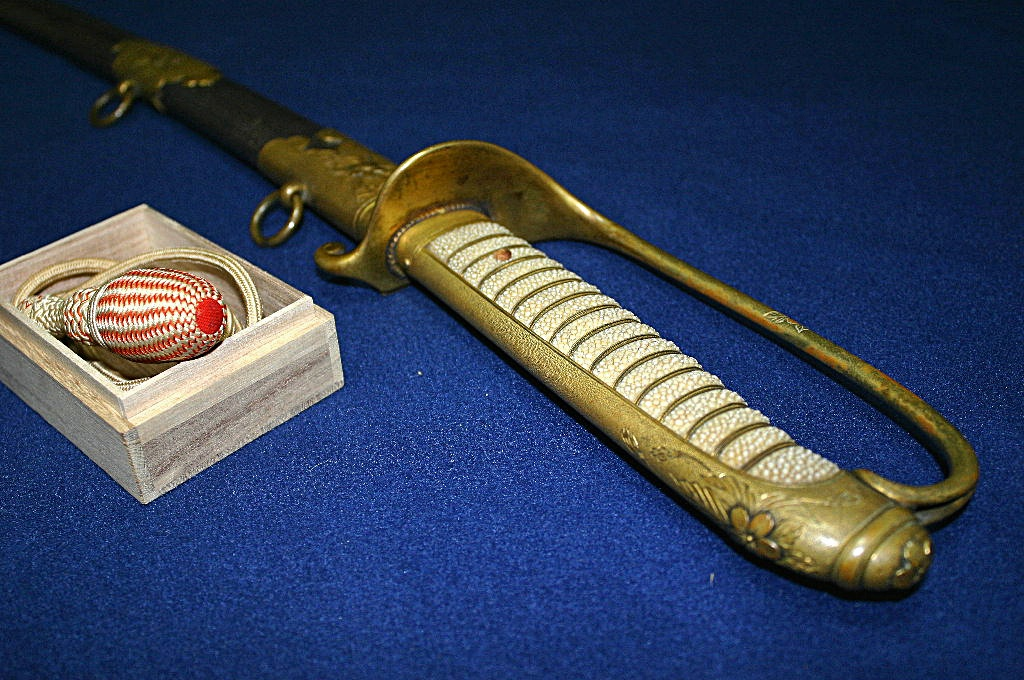
海軍長剣柄部分と略刀緒。柄は親粒付の鮫皮、金線を巻く。両手で握る大振りなもの。

柄には護拳（ごけん、guard）と呼ばれる枠状、もしくは半円や半球の大きな鍔がついており、指や手を保護している。サーベルにはさまざまな長さのものがあるが、身に着けるときは常に腰から下げた鞘に収められている。

## 由来
その起源はわかっていないが、シミターなどを元にしたと見られる。もともとは騎兵の武器として、それまでの直線状の剣に代わって使われ始めた。

## 使用
サーベルには騎兵が片手で扱えるように軽く、できるだけ長く作られた刀剣で、剣身は直刀タイプ、曲刀タイプ、半曲刀タイプがあり、その用法はそれぞれ刺突、斬撃、その両方を兼用と大別できる。ポーランドのシャブラ(szabla)は鍔元から直線で中心あたりから大きく湾曲しそのカーブは日本刀よりも大きい。また、多くのサーベルは1/3ほどに裏刃がついていて手首を返すことで先端カットができる。乗馬して使用する場合、馬のスピードによって打撃力が強くなるため、肩を脱臼したり剣が抜けず落馬することもある。剣術ではセンターライン、フロントライン、と2つの中心線がある。剣道ではこの2つは同一だが、サーベルではセンターラインは馬の軸線（自分の腰から下のライン）フロントラインは敵は正面にはいないので敵に向けた上半身をいう。ガードには切っ先を下に腕を伸ばす防御と突撃の構えのほか、馬の首を守るガード、馬の尻を守るガード、自分の足を守るガードなどがある。基本的に相手の馬を切るのはマナー違反とされているが、相手の手綱を断ったり、すれ違いざまに馬の尻を切ることもある。

### 軍隊
大小の火器が戦場で普及した16世紀以降、サーベルはポピュラーな刀剣となっていった。敵を斬り下ろすに適した曲刀型のサーベルは軽騎兵や歩兵用の武器として使われ、直刀型のサーベルは斬るよりも刺し貫く用途に適しており、こちらは重騎兵に好まれた。しかし、歩兵にとっては騎兵に対しても有効なリーチの長い銃剣の方が好まれ、歩兵が武器としてサーベルを使うことはほとんどなかった。
近世以降のヨーロッパでは銃の発達とともに歩兵が単独で強力な火力を手に入れ、さらにパイク（長槍）兵との混合陣形を組むようになると、騎兵槍（ランス）を主武装とする槍騎兵の突撃は効果を得られなくなっていった。そのため騎兵槍はポーランドやハンガリーを除いてヨーロッパの戦場では廃れていった。17世紀になると、中世以来の騎兵槍は戦場で使われることはほとんどなくなったが、一方で槍騎兵そのものは18世紀になるとポーランドやロシア、ハンガリーなどで一部復活していった。これは、騎兵が槍を装備しなくなったため、騎兵の突撃に対処するために考えられた方陣などの歩兵陣形が必要なくなり、突撃に対しては脆弱だが銃を持つ歩兵が一斉射撃できるような横列隊形が主流になったからと考えられる。多くの近世・近代ヨーロッパの騎兵は、刀剣類とピストルを同時に装備するようになっていった。
18世紀の騎兵にとって、刀剣類は彼らの攻撃・防御に最も有効な武器であった。そのころにはサーベルは多くの騎兵の主力武器となり、ナポレオン時代には、直刀型のサーベルを装備したフランスの胸甲騎兵はその時代の最強の騎兵として恐れられた。また、ナポレオン時代の槍騎兵もサブウェポンとしてカービン銃の他にサーベルを装備していた。敵騎兵との戦いでは、騎兵槍が乱戦で扱いにくいため、槍を捨てて接戦格闘でより効果的なサーベルを抜くことも珍しくなかった。槍騎兵もサブウェポンのサーベルを引き抜くことで敵騎兵との乱戦に対応できた。また槍騎兵連隊では一部の兵士に騎兵槍を装備させず、騎兵槍を持つ兵士をサーベルを主武器とする兵士が援護するようにしていた。ナポレオン戦争は、大規模な戦争としては刀剣が活躍した最後の舞台であった。歩兵隊は刀剣を使用しなかったが、先に旗をつけた槍で武装する特殊軽騎兵連隊を除き、騎兵隊の攻撃用には相変わらず好まれていた。騎兵のサーベルは他の騎兵隊や分散した歩兵、または集団の歩兵に対しては非常に有効な武器であったが、長槍の代わりに銃剣で方陣を組んだ歩兵相手には何の役にも立たなかった。
それでも第一次世界大戦までは騎兵の刀剣は重要な武器であり、騎兵槍の流行も第一次世界大戦までは続いた。騎兵の突撃が時代遅れと認識されたのはアメリカでは南北戦争、ヨーロッパでは第一次世界大戦である。時代を下ると、サーベルは多くの国の軍隊で軍刀として将校（士官）の階級を示すシンボルともなり、銃器が主流兵器となってからも精神的・装飾的な意味合いとして携帯され続けた。20世紀初頭頃までは下士官兵の間でも、乗馬本分の兵種を中心に、騎兵・輜重兵・憲兵などで騎兵銃と共にサーベルが装備された。第一次世界大戦以降は軍隊自体や戦闘ドクトリン等の更なる近代化（一対一の斬り合いではなく銃撃戦が主になり、モータリゼーションが進んで「騎兵部隊」が名前だけの存在になる）により、多くの国では将校准士官のサーベル（軍刀）佩用は正装や礼装時、栄誉礼や観兵式などの儀式時に限られるようになり、その刀剣も必ずしも真剣ではなく模造刀を制作・利用する場合も出てきた。

#### 日本

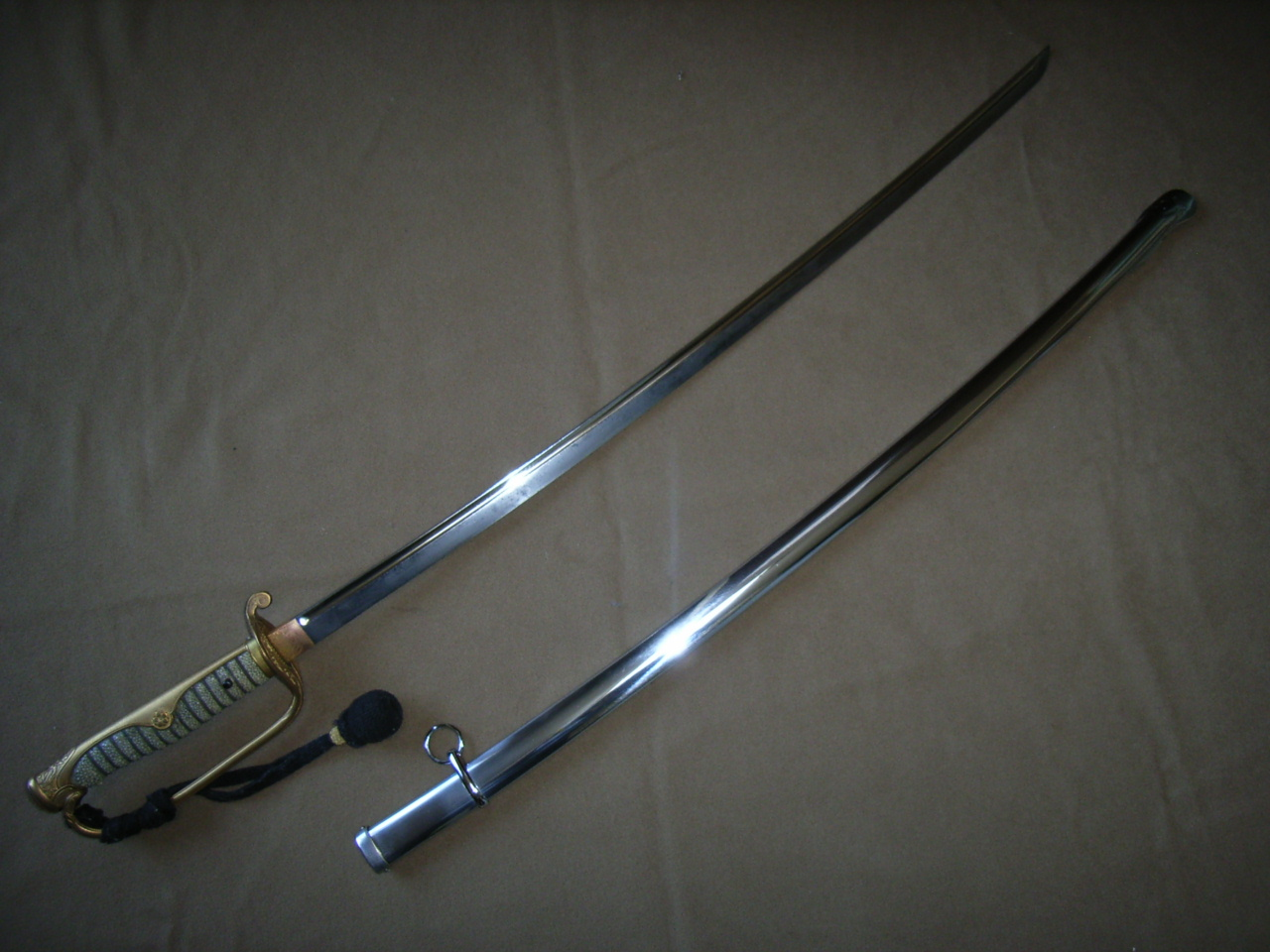
略刀緒をつけた尉官用旧型軍刀。尉官用は背金に唐草模様がない

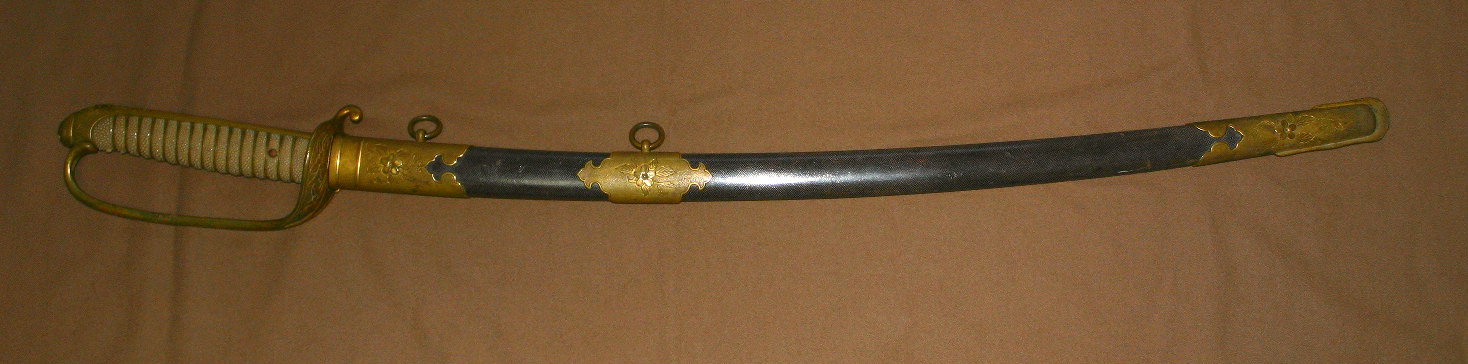
海軍長剣（海軍旧型軍刀）鞘は鮫皮研出。海軍は短剣に対して軍刀を長剣と呼ぶ。

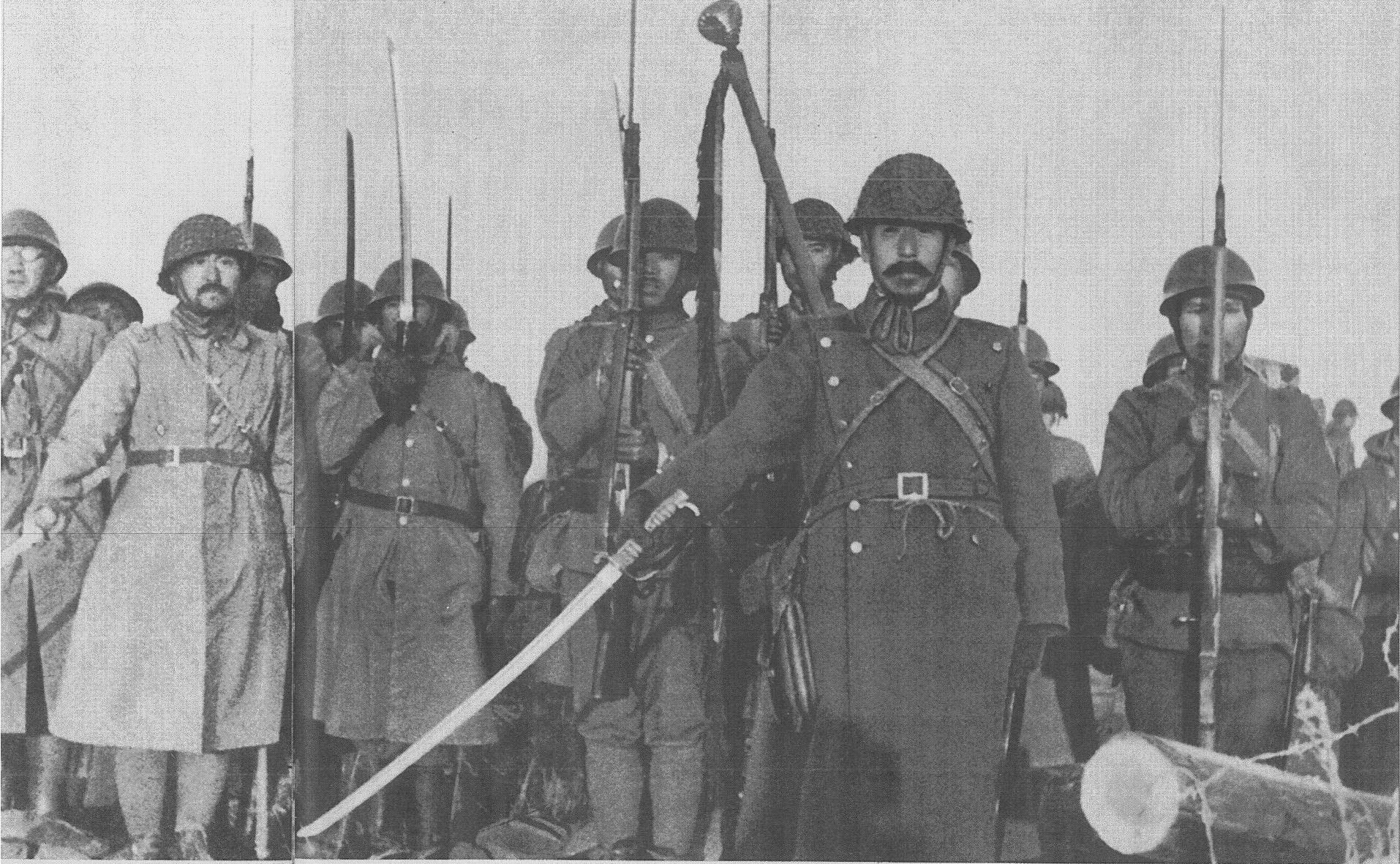
1937年当時の日本陸軍。手前の歩兵連隊長は日本刀仕込みのサーベル（明治19年制式刀）をもって「投げ刀」の敬礼（軍旗の敬礼）

旧日本軍では、明治の建軍当初に将校と帯刀本分者たる下士官兵（上級下士官・騎兵・輜重兵・憲兵など）が佩用・装備する軍刀としてサーベルが採用された。この軍刀の扱いは、将校用が兵器ではなく軍服と同じ服制の一部で、自弁調達の必要があったのに対し、下士官兵用は官給品の兵器であった。当初は外装のみならず刀身もサーベル（西洋型）であったが、日本人が片手握り・刺突向きの薄い刀剣に馴染んでいなかったことや精神的な意味合いから、将校がサーベル外装に日本刀を仕込むことも多かった。そのため明治中期頃には、陸軍・海軍共に、片手半ないし両手で保持できる長い柄・護拳を備えた「日本刀仕込みの将校用サーベル」が登場し、昭和期に外装も太刀型へ改められるまで主用されていた。下士官兵用の軍刀も、1935年（昭和10年）制式からは太刀型（鞘のみサーベル型）になった。一方で模造刀身が仕込まれ、将校が常勤時や演習時に佩用した「指揮刀」は片手サーベル様式のままであった。
大日本帝国陸軍騎兵ではフランス軍に留学した秋山好古ら騎兵将校がもたらした伝統として、乗馬本分者は、騎槍戦術の流れを汲む、より騎馬突撃の突きに適するフランス式片手直刀サーベルである騎兵仕様の三十二年式軍刀甲型を、終戦まで製造・使用していた。(後に同じくフランス軍騎兵に留学した米軍将校ジョージ・パットンもフランス式サーベルであるM1913騎兵刀を開発した)老河口作戦進行中の1945年3月26日で実行された老河口飛行場への騎兵突撃は、日本史上最後の大規模騎兵突撃と刀による最後の大規模実戦記録として伝えられている。

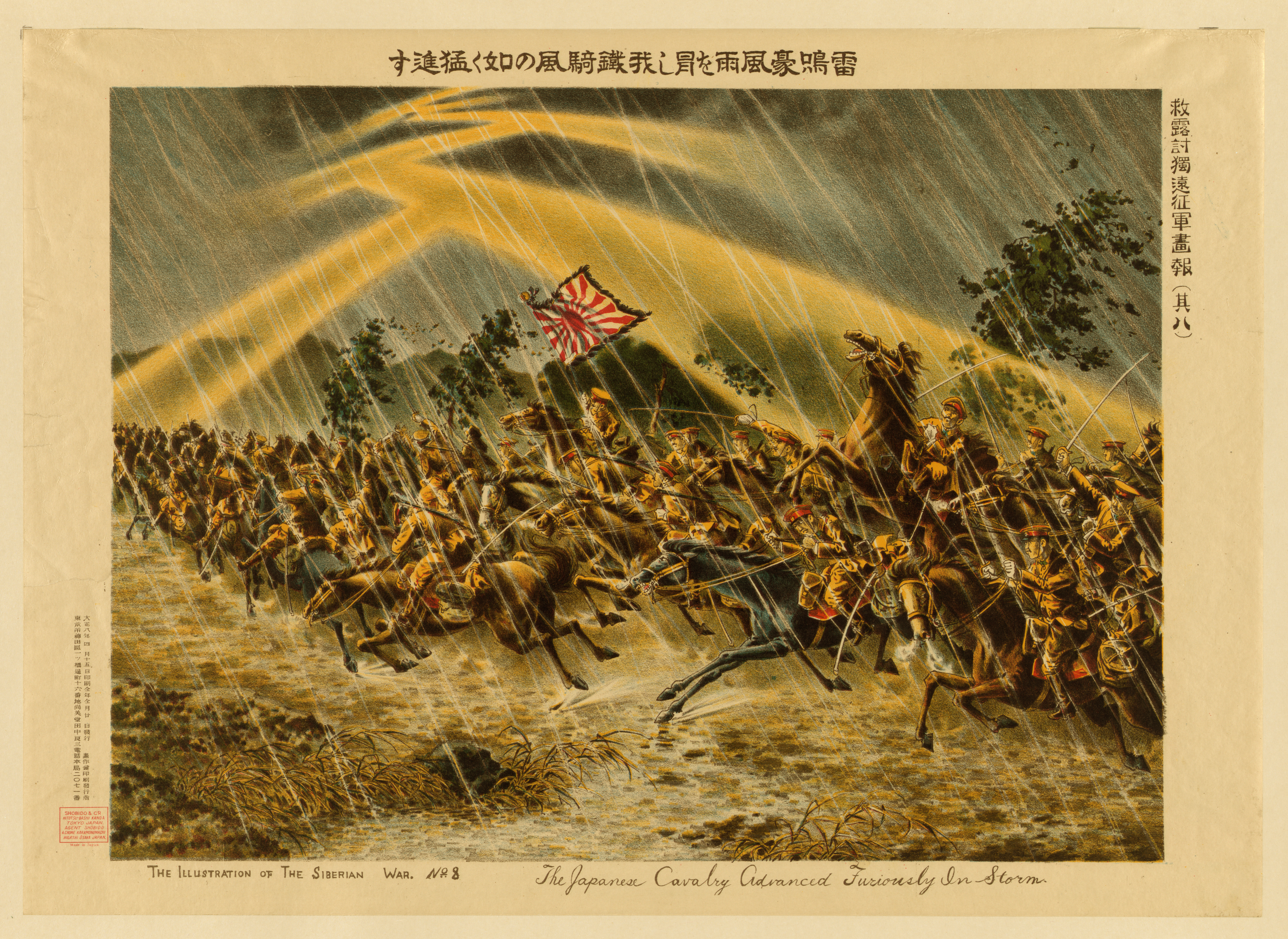
1919年（大正8年）、シベリア出兵、片手直刀サーベルである三十二年式軍刀を手に騎馬突撃する日本陸軍騎兵連隊の画報。
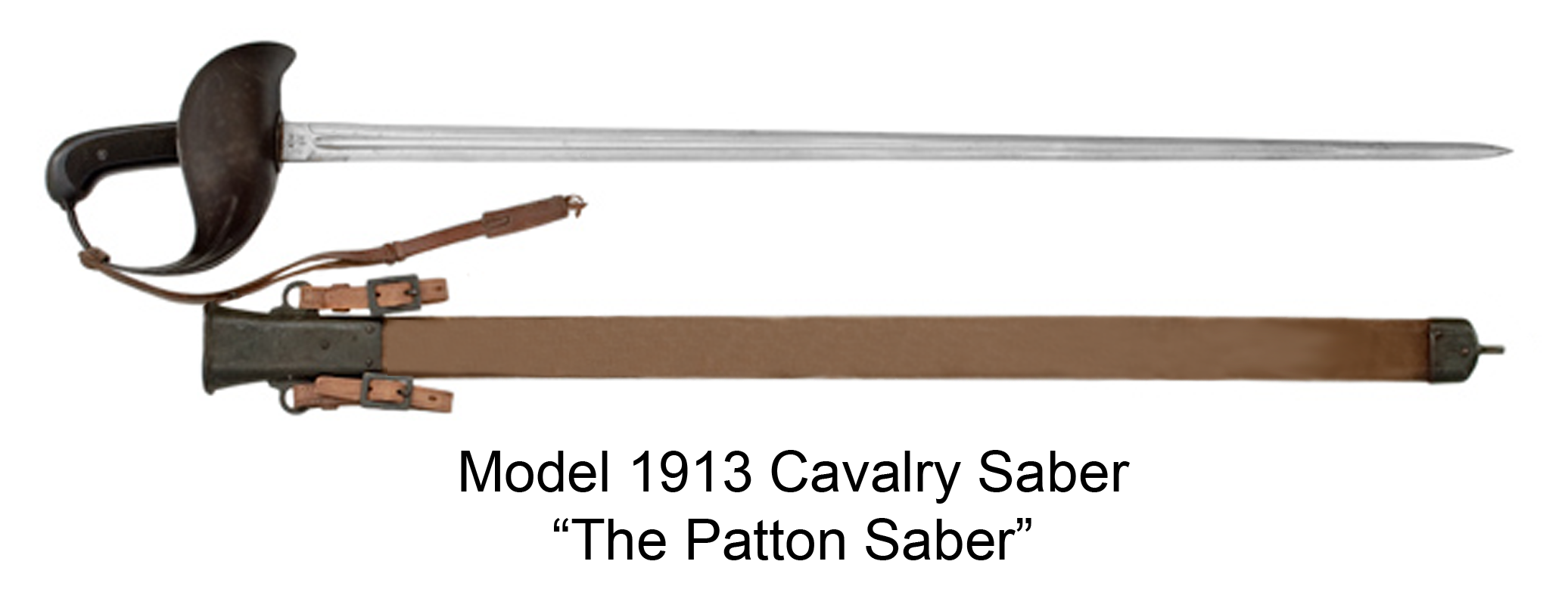
設計が三十二年式軍刀と類似する米軍M1913騎兵刀、通称「パットン・ソード」または「パットン・サーベル」として知られる。

大戦後、騎兵科の廃止と近接戦闘用自動火器の普及によって、時代遅れとなっているサーベルは実戦配備されていないが、儀礼刀としての片手用サーベルは現在の自衛隊でも使用されている。

### 警察
19世紀から20世紀初頭～中期ごろまで、いくつかの国の警察でも警察官の武器として使用されたが、のちに人道的な理由などから徐々に警棒などに置き換えられた。

#### 日本

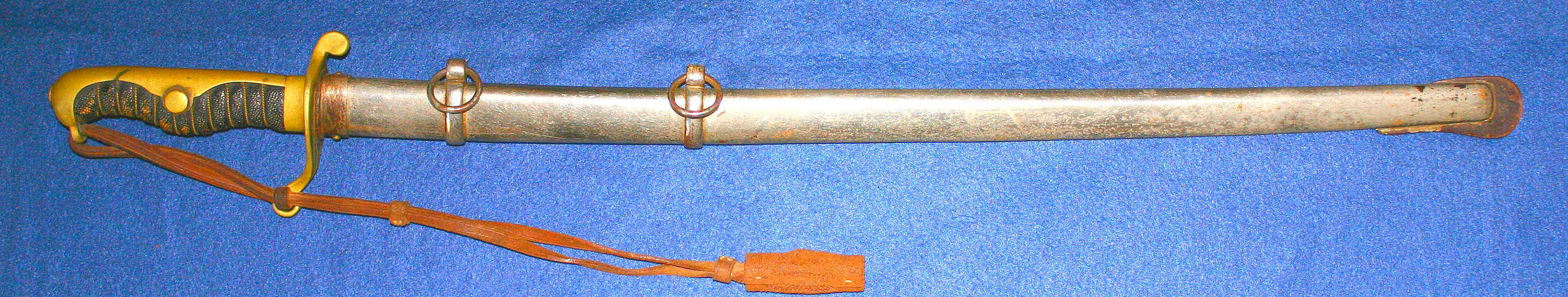
革刀緒が付された官給品の巡査サーベル。柄には護拳が無いデザイン。鍔と柄の背金は無垢真鍮、鞘は鉄鞘メッキ。巡査サーベルは短く脇差しサイズ。外装会社により柄等の形状に違いがある。

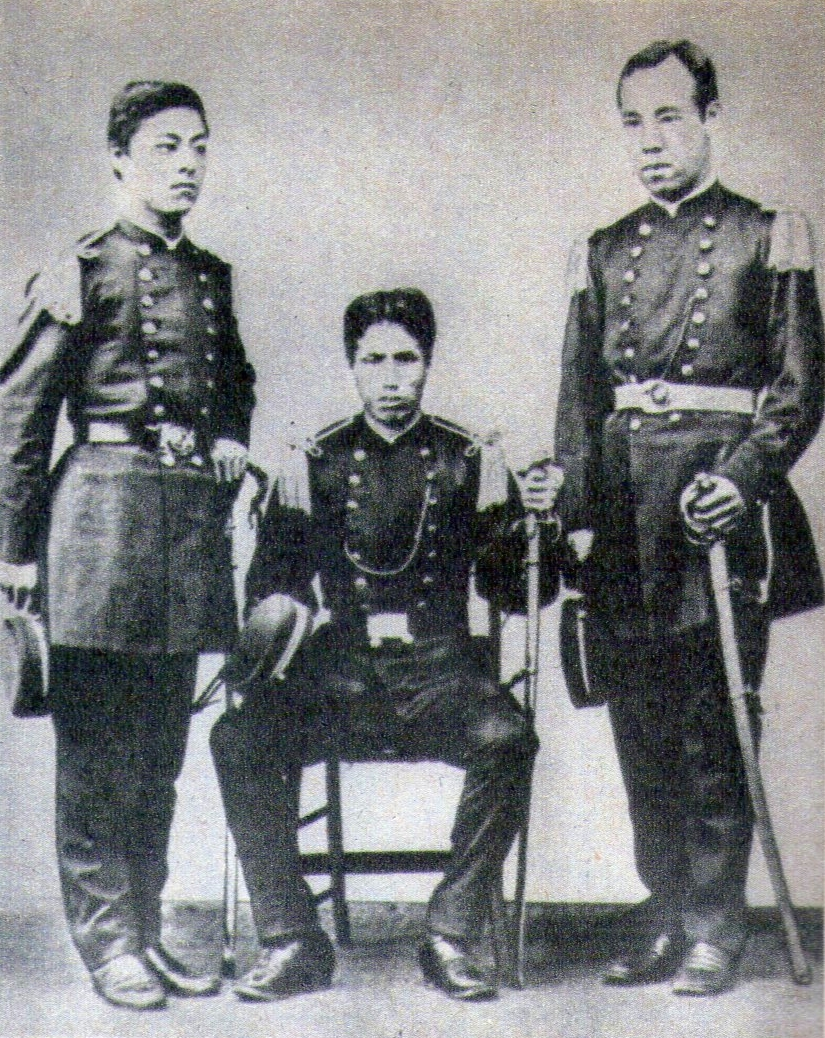
サーベルを持つ明治時代の日本の警察官

日本の警察で巡査に初めて帯剣が許されたのは1874年（明治7年）8月5日であるが、このときは一等巡査（現在の警部補に相当）のみが許され、二等巡査以下は警棒や警杖を携帯していた。1877年（明治10年）に西南戦争で抜刀隊が活躍し、それをきっかけに警察で剣術が奨励されたことなどにより、1883年（明治16年）5月24日に下級巡査も帯剣できるようになった。幹部は刀身が私物の日本刀の場合もあり、外装も高級であったが、巡査は官給品のサーベルが多かった。
戦前・戦中の日本の警察官の佩用していたサーベルは実戦的な武器としてよりも国家権力・権威の象徴という意味合いが強く、使用に際しては現在の警察官が拳銃を使用するのと同じぐらい厳しい制限があった。このため、凶器を持った犯人を素手で捕らえようとして殉職した警察官も少なくなかった。
第二次世界大戦後も、治安維持の目的で警察官の帯剣は認められていたが、進駐軍兵士が警察官の剣を上陸記念品として欲しがり強奪する事件が相次いだ。
昭和20年12月に、鹿児島県鹿屋市で農業を営む男性から警察官佩剣禁止の請願が第八十九回帝国議会の衆議院に提出され、昭和21年7月31日をもって日本の警察はサーベル・短剣を廃止し、警棒と自動式ないし回転式の拳銃を装備するようになった。

## 武器以外として
このサーベルから派生した武器が、夏季オリンピックの競技の一つであるフェンシングにおいてサーブル（フランス語: sabre）の名前で使われている。
また、現代では、カラーガードの踊りの小道具としても使用されている。
軍人の結婚式においてサーベルでアーチを作る伝統がある（サーベルアーチ）

## 派生語
- サーベルタイガー - サーベルのような犬歯を持つネコ科の動物。
- ライトセーバー・ビームサーベル・重力サーベル - 創作（SF）における刀剣状の武器。
- F-86 セイバー・F-100 スーパーセイバー - ノースアメリカン社の戦闘機の愛称。
- ホンダ・セイバー - 本田技研工業がかつて生産・販売していた普通乗用車、および大型自動二輪車。
- セーバー - 東京消防庁が開発した無線操縦式バケットローダー。2006年に消防救助機動部隊に配備された。